# Microsoft Office 2008 per Mac
Microsoft Office 2008 per Mac (noto anche come Office 2008) è una versione della suite Microsoft Office per la piattaforma macOS. Office 2008 è caratterizzato dal numero di versione principale "12", lo stesso di Microsoft Office 2007, di cui rappresenta lo sviluppo equivalente.
Microsoft Office for Mac è stato presentato il 15 gennaio 2008 e reso disponibile anche in lingua italiana a partire dal 14 febbraio 2008.

## Caratteristiche generali
La suite viene dopo la precedente versione 2004 e prima della versione 2011. È composta da quattro applicazioni principali:
- Word per Mac (elaboratore di testi)
- Excel per Mac (foglio di calcolo)
- PowerPoint per Mac (presentazioni a didascalie)
- Entourage (posta elettronica e agenda)

Con l'eccezione di Entourage, sviluppata appositamente per Mac, gli altri applicativi derivano dalle corrispondenti versioni per Windows, pur distinguendosi da questi per specifiche funzionalità e una diversa interfaccia grafica.
Office 2008 fu messa in vendita in due versioni, Home & Student e Business. La prima, dal costo ridotto, è riservata agli studenti e agli usi non professionali; la seconda, destinata a uso professionale, prevede l'integrazione con servizi di rete quali Microsoft Exchange Server e Microsoft SharePoint, una versione di Entourage potenziata con servizi web per un uso condiviso e il supporto per il desktop remoto.
Inizialmente è stata posta in commercio anche una terza versione denominata Special Media Edition con le stesse funzionalità della versione Business con l'aggiunta del software Microsoft Expression Media 2 per sviluppi di carattere multimediale. Questa versione è stata ritirata dal mercato alla fine del 2008.

## Caratteristiche specifiche

La modalità Publishing in Word 2008

Office 2008 non supporta più VBA per cui anche le funzionalità di analisi statistica e di Solver sono gestite in modo differente tramite estensioni gratuite sviluppate da terze parti in coordinamento con Microsoft.
Di converso, Office 2008 presenta alcune funzionalità aggiuntive che non sono presenti nella corrispondente versione per Windows.

La visualizzazione "Notebook" (Blocco Note)

Nel caso di Word, sono presenti una modalità di visualizzazione "Block Notes", concepita per la gestione appunti, che prevede la possibilità di inserire oltre che note testuali anche immagini e brevi registrazioni audio, e una funzionalità di publishing che sfrutta una libreria di modelli predefiniti per la realizzazione di documenti, brochure, volantini eccetera riprendendo parte delle funzioni di Frontpage che non è presente come applicativo a sé stante nelle versioni di Office per Mac.
Nel caso di Excel, è presente una modalità di visualizzazione e inserimento a pagine separate, simile a quella usata in Word, che si basa sulle impostazioni di stampa per evidenziare all'istante come risulterà il documento una volta stampato.
Anche il ribbon viene gestito in tutte le applicazioni con modalità differenti rispetto alla versione per Windows. Il ribbon infatti non è un sostitutivo del menu ma una modalità di accesso rapido a una serie di librerie contenenti modelli oppure formati predefiniti e come tale è complementare e non sostitutivo del menu ordinario.

## Integrazione con il sistema operativo
Tutte le versioni supportano AppleScript, il linguaggio di scripting proprietario di Apple, che consente di eseguire alcune operazioni in modo batch.
La versione Business prevede anche il supporto per Automator, consentendo così di automatizzare flussi di lavoro complessi che possono coinvolgere anche più documenti o intere cartelle e possono interagire anche con altre applicazioni.

## Edizioni
| Applicazioni e servizi             | Home & Student | Business |
| ---------------------------------- | -------------- | -------- |
| Word                               | Incluso        | Incluso  |
| PowerPoint                         | Incluso        | Incluso  |
| Excel                              | Incluso        | Incluso  |
| Entourage                          | Incluso        | Incluso  |
| Exchange Server support            | Non incluso    | Incluso  |
| Automator Actions                  | Non incluso    | Incluso  |
| Office Live and SharePoint support | Non incluso    | Incluso  |